# Вениамин (Казанский)
Митрополит Вениамин (в миру Василий Павлович Казанский; 17 (29) апреля 1873, Нименский погост, Каргопольский уезд, Олонецкая губерния — 13 августа 1922, Петроград) — епископ Русской православной церкви; митрополит Петроградский и Гдовский.
Расстрелян по приговору Петроградского ревтрибунала 13 августа 1922 года. Прославлен в лике святых в 1992 году.

## Образование
Родился в семье священника Олонецкой епархии Павла Иоанновича Казанского (1840—1903).
Окончил Каргопольское духовное училище. Как лучший выпускник Олонецкой духовной семинарии в 1893 году был послан на казённый счёт в Санкт-Петербургскую духовную академию, которую окончил со степенью кандидата богословия (за работу «Преосвященный Аркадий, архиепископ Олонецкий, как деятель против раскола») в 1897 году.

## Монашество и преподавательская деятельность
На 3-м курсе академии 14 (26) октября 1895 года пострижен в монашество и рукоположён во иеродиакона, а в 1896 году — во иеромонаха.
С 1897 года — преподаватель Священного Писания в Рижской духовной семинарии.
С 1898 года — инспектор Холмской духовной семинарии.
С 1899 года — инспектор Санкт-Петербургской духовной семинарии. В 1900 году цензор журнала «Отдых христианина».
С 1902 года — ректор Самарской духовной семинарии в сане архимандрита.
С 1905 года — ректор Санкт-Петербургской духовной семинарии. С 1908 года член епархиального миссионерского совета.
Награждён орденами святой Анны II (1904) и I (1914) степени, святого Владимира IV степени (1907).

## Викарный архиерей
24 января (6 февраля) 1910 года хиротонисан во епископа Гдовского, викария Санкт-Петербургской епархии. Чин хиротонии возглавил митрополит Санкт-Петербургский и Ладожский Антоний (Вадковский). До 22 ноября (5 декабря) 1911 года он являлся 4-м викарием, до 30 мая (12 июня) 1913 года — 3-м, с 20 марта 1914 года — 1-м викарием столичной епархии.
6 (19) мая 1911 года пожалован орденом Святого Владимира III степени.
14 (27) мая 1916 года пожалован орденом Святого Владимира II степени «За отлично-усердную службу и труды, понесённые во время военных действий».

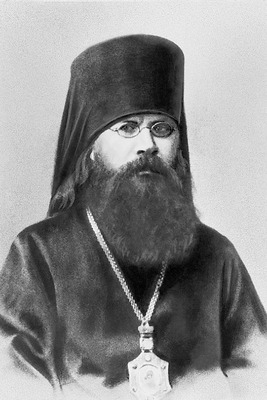
Вениамин (Казанский), епископ Гдовский. Фотография. 1910-е годы

Ещё студентом активно участвовал в деятельности «Общества распространения религиозно-нравственного просвещения в духе Православной Церкви», организуя беседы среди рабочих. Святительский сан воспринял как обязанность пастырского подвига и апостольской проповеди.
Часто служил в храмах самых отдалённых и бедных окраин столицы: за Невской и Нарвской заставами, на Охте. Был председателем совета епархиального братства Пресвятой Богородицы; по этой должности заведовал всеми церковно-приходскими школами епархии. Товарищ председателя Всероссийского Александро-Невского братства трезвости (избран на первом заседании совета братства 15 (28) декабря 1914 года).
Возглавлял ежегодные многотысячные ходы сторонников трезвости в Александро-Невскую лавру, Троице-Сергиеву пустынь, Колпино. Положил начало служению в петербургских храмах литургий для школьников в различных приходах, сам причащал детей, говорил поучения. Был известен как «неутомимый епископ».

## Петроградский владыка
2 (15) марта 1917 года управление столичной епархией было возложено на него, как первого викария епархии, «временно, вплоть до особых распоряжений». Официально утверждён временно управляющим 6 марта, после увольнения на покой митрополита Петроградского Питирима (Окнова).
24 мая (6 июня) 1917 года свободным голосованием клира и мирян епархии избран на Петроградскую кафедру (получил 976 голосов выборщиков из 1561), что стало одним из первых случаев избрания епископа на церковную кафедру клириками и мирянами в России; 25 мая (7 июня) того же года определением Святейшего синода за № 3300 утверждён архиепископом Петроградским и Ладожским
С 17 (30) июня 1917 года — архиепископ Петроградский и Гдовский (изменение титула определением Святейшего синода). 13 августа 1917 года возведён в сан митрополита.
Член Всероссийского поместного собора по должности, участвовал в 1-й сессии, председатель Судной комиссии при Совещании епископов и Комиссии по фотографированию и описанию повреждений Кремля, член II, III, VIII отделов.
24 января (6 февраля) 1918 года Собор, принимая во внимание просьбу специально прибывшей накануне петроградской делегации, уполномоченной собранием духовенства и представителей приходов епархии проинформировать высшую церковную власть о попытках захвата Александро-Невской лавры, вынес постановление «о возвращении Александро-Невской лавры Петроградскому митрополиту с присвоением ему звания священноархимандрита оной» (до того настоятелем лавры был епископ Прокопий (Титов)).

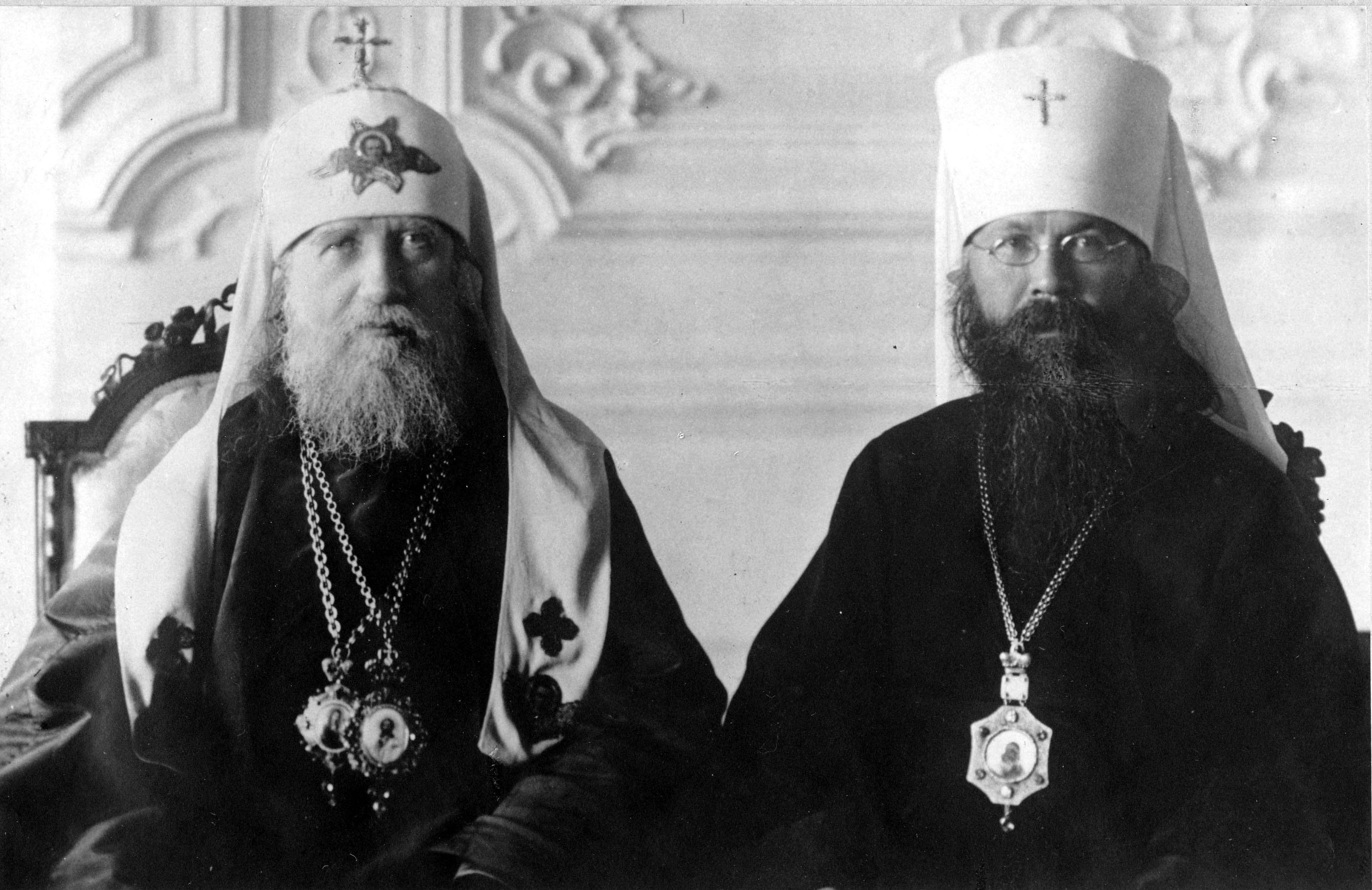
Патриарх Тихон и митрополит Вениамин

В качестве правящего архиерея пользовался авторитетом у верующих людей, самоотверженно выступал за защиту их религиозных прав. Способствовал созданию православных братств, развитию духовного просвещения. Сразу после закрытия в Петрограде в 1918 года духовной семинарии было учреждено Богословско-пастырское училище. При ближайшем участии митрополита проходила организация Петроградского богословского института (пожертвовал на него 600 тысяч рублей), открывшегося 16 апреля 1920 года. В городе действовали многочисленные богословские и благовестнические курсы. Имел репутацию аполитичного церковного деятеля.
В 1919 году временно управлял Олонецкой епархией, в связи с тем, что местный епископ Иоанникий (Дьячков) самовольно покинул её. В октябре 1919 года посетил Петрозаводск, провёл совещание с местным духовенством, нацеливая его на активную пастырскую работу в условиях отделения Церкви от государства.
23 февраля 1922 года был издан декрет ВЦИК об изъятии церковных ценностей для нужд голодающих. Митрополит Вениамин с самого начала выражал желание достичь компромисса с властью по этому вопросу. Он смог договориться о том, что при изъятии ценностей должны были присутствовать представители духовенства, а предметы, имеющие особое значение для верующих, могли заменяться аналогичным металлом по весу. Однако власть сознательно использовала вопрос о церковных ценностях для того, чтобы начать мощную антицерковную кампанию. Поэтому соглашение, достигнутое митрополитом, не соблюдалось, и в ряде церквей были спровоцированы конфликты верующих с представителями власти.

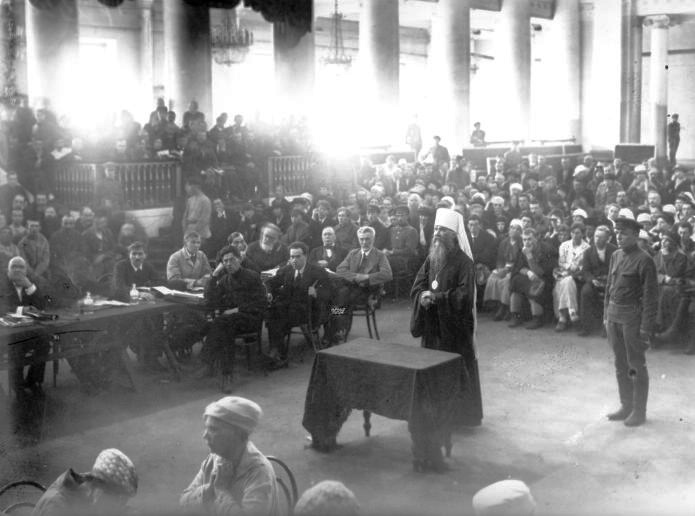
Вениамин на суде

В этих условиях митрополит обратился к клиру и пастве и разрешил «общинам и верующим жертвовать на нужды голодающих … даже и ризы со святых икон, но не касаясь святынь храма, к числу которых относятся св[ятые] престолы и что на них (священ[ные] сосуды, дарохранительницы, кресты, Евангелия, вместилища св[ятых] мощей и особо чтимые иконы)». Более того, призвал верующих даже в случае изъятия святынь не допускать проявления «насилия в той или иной форме». Заявил, что «ни в храме, ни около него неуместны резкие выражения, раздражение, злобные выкрики против отдельных лиц или национальностей». Выступил с призывом к пастырям и пастве к спокойствию: «Сохраните доброе христианское настроение в переживаемом нами тяжёлом испытании. Не давайте никакого повода к тому, чтобы капля какая-нибудь чьей бы то ни было человеческой крови была пролита около храма, где приносится Бескровная Жертва. Перестаньте волноваться. Успокойтесь. Предадите себя в волю Божию».
При образовании в мае 1922 года, по отстранении от управления Церковью привлечённого к гражданскому суду патриарха Тихона, обновленческого Высшего церковного управления (ВЦУ), поддержанного властью, отказался признать его законность. В послании к пастве от 28 мая заявил, что никакого сообщения от патриарха о его отречении и образовании ВЦУ не получал, а потому во всех храмах по-прежнему должно возноситься имя патриарха.

## Арест, суд, расстрел

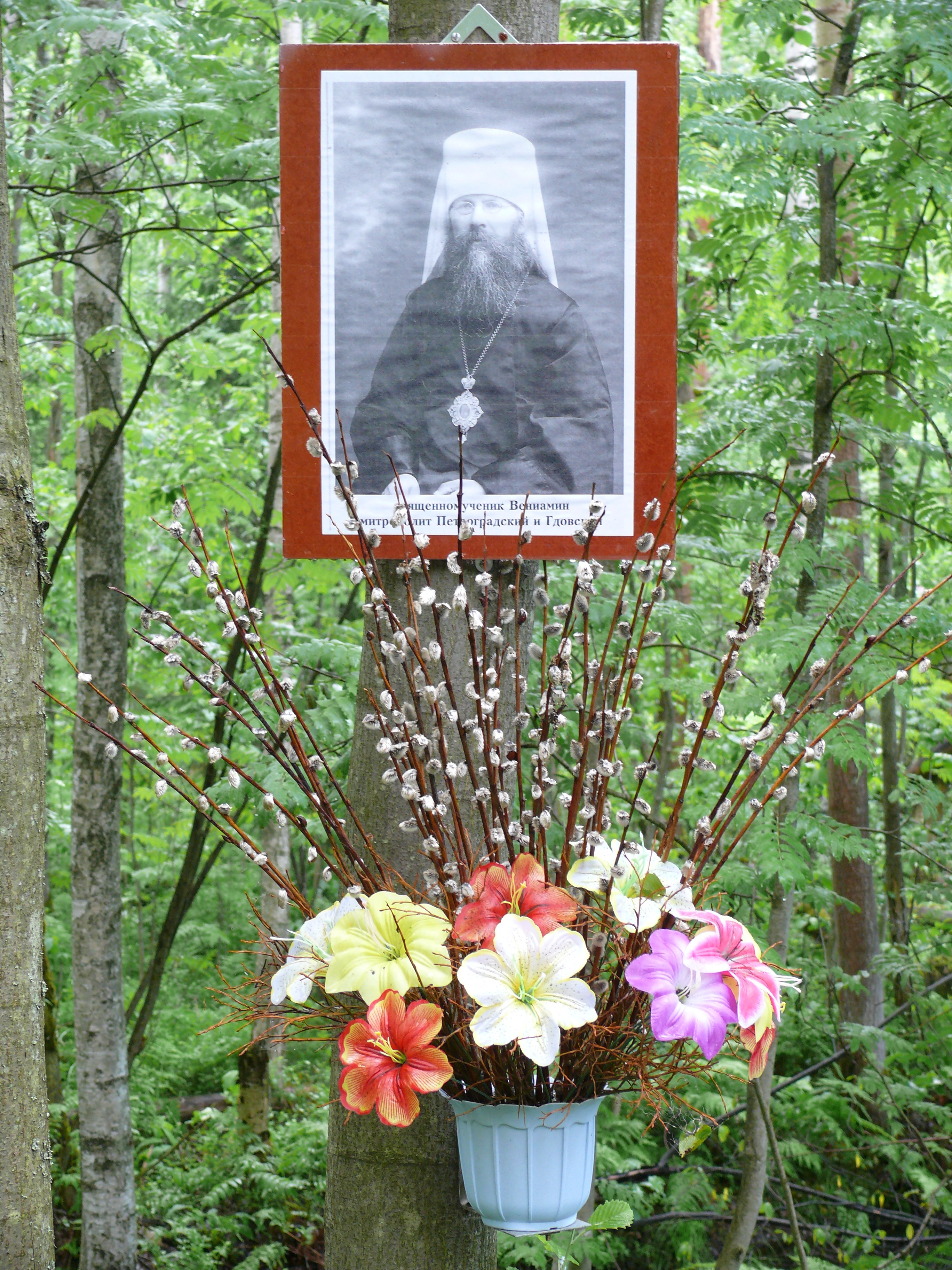
Поминальный портрет Вениамина (Казанского) на дороге к месту массовых казней на «артиллерийском полигоне на Ириновской железной дороге» (лесной участок Ржевского артиллерийского полигона, прилегающий к Рябовскому шоссе между бывшими станциями Ковалёво и Приютино)

Место казни. Ковалёвский лес, в районе арсенала Ржевского полигона, у изгиба реки Лубьи

1 июня 1922 года был арестован по обвинению в воспрепятствовании изъятию церковных ценностей и помещён в Дом предварительного заключения. На самом деле, непосредственной причиной ареста стала принципиальная позиция, занятая митрополитом в отношении «обновленцев».
Кроме него, к делу были привлечены ещё 86 человек. Судебный процесс проходил с 10 июня по 5 июля 1922 года в бывшем здании Дворянского собрания. На процессе держался мужественно, вину не признал, а последнее слово преимущественно посвятил доказательствам невиновности других подсудимых. К доводам защиты, что именно действия митрополита предотвратили кровопролитие, судьи не прислушались.
Петроградский революционный трибунал приговорил к расстрелу десятерых подсудимых (в том числе и митрополита), шестерым из которых смертная казнь была заменена лишением свободы. Вениамин был расстрелян вместе с архимандритом Сергием (Шеиным), адвокатом Иваном Ковшаровым и профессором Юрием Новицким. Точное место казни неизвестно. По одной из версий, это произошло на станции Пороховые по Ириновской железной дороге, причём перед казнью все были обриты и одеты в лохмотья, чтобы нельзя было узнать духовных лиц. Однако секретарь Петербургской комиссии по канонизации Лидия Соколова в 2013 году написала, что «мы не знаем не только даты расстрела митрополита Вениамина, но и места его казни». Руководитель Центра «Возвращённые имена» при РНБ, составитель «Ленинградского мартиролога» Анатолий Разумов в 2017 году высказал предположение, что митрополита Вениамина расстреляли в Москве.
Павел Милюков в труде «Энциклопедия русской православной культуры» приводит в качестве даты казни митрополита 6 июля.
Комиссией по канонизации Санкт-Петербургской епархии расшифрованы протоколы допроса владыки в ходе судебных заседаний 12, 13, 14 и 17 июня 1922 года.
Расшифровка велась на основе материалов следственного дела П-89305 Архива регионального управления ФСБ. Материалы размещены в виртуальном выставочном зале Князь-Владимирского собора Санкт-Петербурга в разделе «Литературное наследие».

## Канонизация
В 1992 Архиерейский собор Русской православной церкви причислил митрополита Вениамина к лику святых. На Никольском кладбище Александро-Невской лавры в его память установлен кенотаф.

## Сочинения
- Письмо к Патриарху Тихону // ГАРФ. Ф. 831. Оп. 1. Д. 80. Л. 47-48.
- Ходатайства в ВЦУ // РГИА. Ф. 831. Оп. 1. Д. 11. Л. 66; Д. 13. Л. 105.
- Преосвященный Аркадий, епископ Олонецкий, как деятель против раскола. Петрозаводск, 1901.
- Беседы // Самарские епархиальные ведомости. 1902. № 9-10.
- Речь на собрании духовенства и преподавателей // Самарские епархиальные ведомости. 1905. № 21.
- Интервью // Новое время. 1917. № 1478.
- Интервью // Петроградский листок. 1917. № 128.
- Доклад на Чрезвычайном Церковном Соборе Петроградской епархии; Проповедь // Известия по Петроградской епархии. 1917. № 24/25, 34.
- О текущем моменте // Петроградский листок. 1917. 22 декабря. № 20.
- Письмо в Совет народных комиссаров // Церковные ведомости. Приб. 1918. № 1.
- Архипастырское воззвание; Пасхальное приветствие; Пасхальная архипастырская беседа; О Патриархе Тихоне; К петроградской пастве // Петроградский церковно-епархиальный вестник. 1918. № 8-10, 15, 17.
- Предсмертное письмо // Польский М., протопр. Новые мученики Российские. Ч. 1-2. Джорданвилль, 1949—1957 гг. (репринт: М., 1993). Ч. 1. С. 61-62.
- Последнее слово на суде // Журнал Московской Патриархии. 1992. № 1.
- Письмо к Г. Е. Зиновьеву // Звенья. М.; СПб., 1992. Вып. 2. С. 565—566.
- Заявление в Смольный // Коняев Н. Священномученик Вениамин, митр. Петроградский. СПб., 1997. С. 52.
- Воззвание к пастве (10.04.1922) // Архивы Кремля. Политбюро и Церковь. 1922—1925 гг. Кн. 2. М., 1998. С. 180.
- Письмо к Г. Е. Львову // Российское духовенство и свержение монархии в 1917 году. (Материалы и архивные документы по истории Русской православной церкви). 2-е изд., испр. и доп. / Сост., предисл. и комм. М. А. Бабкина. М., 2008. С. 237.